# Яновский, Анатолий Николаевич
Анатолий Николаевич Яновский (26 июля 1919, Орёл, РСФСР — 2 июля 1990, Коктебель, УССР, СССР) — советский писатель-прозаик, драматург и журналист, военный корреспондент. Основная тема Яновского — события Второй мировой войны и история Орловского края. Ряд произведений писателя написано для детей и юношества. А. Н. Яновский — автор сборников повестей и рассказов: «На подступах к городу» (1952), «Двойники в пустыне» (1958), «Горнисты идут впереди» (1961, 1964), «Серебряный портсигар» (1963), «Наследники» (1964), «Приключения Сеньки-Чапая» (1966, 2016), «Юность без упрёка» (1971), «Марсово поле» (1975), «Среди полей русских» (1979), «Костры Бежина луга» (1983), «Земля и люди» (1984, 1987), «„Марсельеза“ на орловских улицах» (1989), «Последняя ставка» (2016). Член Союза писателей СССР с 1964 года.

## Биография
Анатолий Николаевич Яновский родился 26 июля 1919 в Орле в семье Н. И. Яновского — потомственного дворянина, офицера-артиллериста, адъютанта генерала А. А. Брусилова. Дед со стороны отца — Ян Жан-Жак Иероним Николай Яновский — поляк, морской офицер, после отставки был главным инженером Рижского вагоностроительного завода, переехал в Орёл из Риги после начала Первой мировой войны (в связи с этим в советских биографиях указывалось, что А.Н. Яновский родился в семье железнодорожника). Мать — Зинаида Сергеевна Успенская — дочь приходского священника деревни Ретяжи под Кромами, учительница начальных классов.
Печататься Яновский начал с 15-ти лет. В 1934 году «Орловская правда» опубликовала его стихотворение «Партбилет». Через год ленинградский журнал «Резец» поместил его стихи из цикла «За шахматами», в котором нашли отклик события в Испании. Анатолий Яновский вместе со своим другом и одноклассником Леонидом Афониным были частыми посетителями «Орловской правды», печатали заметки на школьные темы, ходили на заседания литературного объединения при редакции.
После окончания средней школы Яновский уехал в Москву, где поступил в Московский институт философии, литературы и истории (МИФЛИ). Учился на одном курсе с Леонидом Афониным и Зинаидой Сидельниковой. Будучи студентом, Яновский вынужден был подрабатывать, перепробовал немало профессий — работал препаратором-лаборантом в оспенном отделении научно-исследовательском институте микробиологии, библиотекарем, рабочим сцены в Московском художественном театре, преподавал русский язык и литературу в школе. Продолжал писать статьи, которые публиковал в «Орловской правде» (например, «Пушкин и Мицкевич» (в соавторстве с Л. Афониным, 1940)). В декабре 1941 МИФЛИ был объединён с МГУ в Ашхабаде, куда оба вуза были эвакуированы. В 1942 году А. Н. Яновский окончил Московский университет и сразу записался добровольцем на фронт.
В годы Великой Отечественной войны будущий писатель был разведчиком. Воевал на Брянском, Центральном, 3-м Белорусском фронтах. Как автоматчик-рупорист взвода пешей разведки в составе 73-й стрелковой дивизии участвовал в Орловской битве. После ранения и возвращения из госпиталя Яновский стал литературным сотрудником дивизионной газеты «За Советскую Родину».
Во время наступательных боёв дивизии большую часть времени находился в наступающих подразделениях, организуя материалы для газеты, популяризируя героев боёв и боевой опыт лучших подразделений. В августе 1943 года А. Н. Яновский в составе 2 батальона 471 стрелкового полка в районе Крымской Бугор Сумской области переправлялся на правый берег реки Десна, где организовал оперативный материал для газеты. В октябре 1943 года Яновский в районе Ветка Гомельской области переправлялся на противоположный берег реки Сож, где также организовывал материал из подразделений, первыми форсировавших водный рубеж. В феврале 1944 года Яновский в составе 3 батальона 392 стрелкового полка участвовал в прорыве обороны в районе Поганцы Паричского района Полесской области, где он, несмотря на непрекращающиеся бои, непосредственно с передовых позиций организовывал необходимый материал для газеты. За проявленное мужество и героизм А. Н. Яновский в мае 1944 года был награждён медалью «За боевые заслуги». При прорыве обороны противника в районе Шляхецка, Домбровка, Макувского повета, Варшавского воеводства 14-17 января 1945 года Анатолий Яновский находился в боевых порядках 413 стрелкового полка, пробираясь туда под огнём противника, где организовал важнейшие оперативные корреспонденции, мобилизующие бойцов, за что в феврале 1945 года был награждён орденом Красной Звезды.
После демобилизации из армии в феврале 1946 года А. Н. Яновский стал литературным сотрудником «Орловской правды», где более 30 лет заведовал отделом культуры и школ.
А. Н. Яновский был женат на З. Я. Сидельниковой и имел трёх дочерей. Скончался А. Н. Яновский 2 июля 1990 года в Крыму от инфаркта. Похоронен на кладбище в Коктебеле.

## Творческий путь
Во время Великой Отечественной войны Яновский стал посылать свои фронтовые очерки в «Орловскую правду». По живым впечатлениям написаны им рассказы об Орловской битве. Один из них «Беспокойная душа» посвящён фронтовым журналистам и наборщикам. В 1952 году его рассказы об Орловской битве были изданы отдельной книгой — «На подступах к городу».
Героизм участников Орловской битвы, события, проходившие в годы войны на Орловщине, — тема Яновского. Ей была посвящена пьеса «Первый салют», написанная им в соавторстве с Е. К. Горбовым и поставленная в 1949 Орловским областным драматическим театром. На сцене этого же театра шла пьеса Яновского «Трудный случай» о жизни студенческой молодёжи. Эти пьесы имели большой успех.
В 1956 году вышла его повесть «Последняя ставка», рассказывающая о подпольно-патриотической борьбе в оккупированном городе. События, о которых идёт речь, — поджёг патриотами обувной фабрики, взрыв в гостинице «Коммуналь», казнь подпольщиков в Первомайском сквере, дают сразу же почувствовать, что изображаемый город — Орёл.
В 1958 году вышла повесть «Двойники в пустыне» о жизни студентов в начале войны, о единстве тыла и фронта. В 1960-м году писатель опубликовал сборник документальных очерков «Свет новой жизни», посвящённый экономике и культуре Орловского края.
Особенно хорошо была встречена критикой повесть «Горнисты идут впереди» (1961). В ней использованы подлинные материалы участников похода по местам боёв лётчиков французской эскадрильи «Нормандия-Неман», принимавших участие в Орловской битве, переписка с ветеранами «Нормандии», рассказы очевидцев подвигов советских и французских лётчиков.
К. И. Чуковский, прочитав одно из произведений А. Н. Яновского в 1963 году, написал автору:
«Дорогой Анатолий Николаевич, я прочитал Ваш рассказ собравшимся у меня литераторам — и все решили, что рассказ отличный и что вообще Вы — даровитый писатель. Очень тонкое чувство меры, умелый отбор наиболее выразительных деталей, блестящая концовка, композиция — всё это свидетельствует, что вы опытный и способный художник».
По детской повести «Приключения Сеньки-Чапая» (1966) Свердловской киностудией был снят телевизионный фильм, который с успехом демонстрировался по Центральному телевидению.
В 1975 году в сборниках «Красной звезды» Яновский опубликовал свои рассказы о ветеранах боёв на Орловщине («Земляк», «Это было в Берлине» и др.). Часть из них вошла в книгу писателя «Марсово поле», вышедшуюю в том же году в Туле. Вышедший в издательстве «Советский писатель» сборник рассказов и повестей «Костры Бежина луга» (1983) понравился не только взрослым, но и юным читателям. Лучшие его рассказы и очерки вошли в «Библиотеку „Красной Звезды“» — одно из самых массовых изданий.
Сборник повестей и рассказов «Земля и люди» (1984), посвящённый второй мировой войне и судьбам бывших фронтовиков, был хорошо принят читателями и был переиздан в 1987 году.
В 1989 году вышла последняя прижизненная книга Яновского «„Марсельеза“ на орловских улицах», в которую вошли несколько повестей для детей и юношества. Так, в одноимённой с названием книги повести раскрывается образ молодого революционера, будущего исследователя Арктики Владимира Русанова, сумевшего выйти победителем из поединка с опытным царским следователем Дудкиным. В повести «Бурь порыв мятежный» рассказывается о борьбе юных мстителей с фашистами в оккупированном городе. В повести описан реально существовавший прототип — девушка по имени Паулина Шведе, участвовавшая в освобождении ул. Ширококузнечной г. Орла (сейчас ул. Латышских стрелков). Эта героиня послужила прообразом памятника «Каховка», который установлен в Орле.
Очерки и рассказы А. Н. Яновского переводились на английский, болгарский, венгерский, китайский, литовский, монгольский, немецкий, норвежский, польский, французский, финский, чешский и другие языки.
В 2016 году в серии «Библиотека приключений и научной фантастики» вышел двухтомник А. Н. Яновского, куда вошли ранее публиковавшиеся повести «Последняя ставка», «Двойники в пустыне», «Горнисты идут впереди», «Приключения Сеньки-Чапая», «Серебряный портсигар» и сборник рассказов «На подступах к городу».

## Память о А. Н. Яновском
В краеведческом музее г. Орла и в «Музее писателей-орловцев» имеются постоянно действующие экспозиции, посвящённые творчеству А. Н. Яновского. Личный фонд А. Н. Яновского хранится в Орловском объединённом государственном литературном музее И. С. Тургенева. Также имеется и ряд экспозиций, посвящённых А. Н. Яновскому в некоторых школьных музеях (в частности в музее школы № 313 г. Москвы, в музее лицея № 28 г. Орла, музее средней школы № 6 г. Орла и др.).
В начале 2000-х годов в стенах лицея № 28 г. Орла возникла идея открыть мемориальную доску на доме, где жил Анатолий Яновский (Орёл, ул. 2-я Курская, д. 52). Учителя и ученики собрали более шестисот подписей в поддержку проекта, но памятная табличка на доме тогда так и не появилась.
В мемуарах орловского писателя, поэта и драматурга Леонарда Золотарёва имя Анатолия Яновского упоминается 40 раз, кроме того героем одной из пьес Золотарёва на военную тему стал лейтенант Яновский.
В 2014 году в Орловской областной научной библиотеке имени И. А. Бунина была открыта выставка, посвящённая жизни и творчеству А. Н. Яновского. В 2019 году, к 100-летию писателя, в Орловской областной научной библиотеке имени И. А. Бунина прошёл вечер памяти А. Н. Яновского
На проходившей в 2023—2024 годах Международной выставке-форуме «Россия» экспозиция павильона Орловской области была посвящена писателям-орловцам: Л. А. Андрееву, И. А. Бунину, Н. С. Лескову, М. М. Пришвину, И. С. Тургеневу, А. А. Фету, и А. Н. Яновскому.

### Повести
- Бурь порыв мятежный (1984)
- Горнисты идут впереди (1961)
- Двойники в пустыне (1958)
- Земля и люди (1984)
- «Марсельеза» на орловских улицах (1985)
- Марсово поле (1975)
- На городской окраине (1989)
- Наследники (1964)
- Небо в алмазах (1973)
- Последняя ставка (1956)
- Приключения Сеньки-Чапая (1965)
- С открытым сердцем (1974)
- Серебряный портсигар (1963)
- Среди полей русских (1974)
- Юность без упрёка (1971)

### Рассказы
- Беспокойная душа (1952)
- Букет красных гвоздик (1983)
- Буран (1984)
- Во имя мира (1952)
- Время революции (1974)
- Высота 309 (1952)
- Голубая тетрадь (1952)
- Граната (1974)
- Завещание Ивана Буслаева (1963)
- Земляк (1983)
- Из рассказов о красных латышских стрелках (1974)
- Капли на проводах (1963)
- Костры Бежина луга (1974)
- Косые дожди (1974)
- Котофеевские чудаки (1984) (цикл рассказов)
- Красные гвоздики (1975)
- Красные стрелы (1963)
- Лето в Спасском
- Летописец (1983)
- На Марсовом поле (1963)
- На подступах к городу (1952)
- На янтарном берегу (1984)
- Навстречу жизни (1952)
- Надо выстоять (1974)
- О чём рассказал танкист (1952)
- Парень из-под Кром (1974)
- Пилотка (1983)
- Письмо (1952)
- Портрет (1974)
- Портсигар (1983)
- Ревень (1974)
- Рождение подвига (1952)
- Рупорист (1963)
- С открытым сердцем (1983)
- С той первой встречи (1984)
- Снегирь (1974)
- Сорока (1974)
- Сынок (1952)
- Танкист (1974)
- Улыбались дома (1963)

### Пьесы
- Первый салют (в соавт. с Е. К. Горбовым) (1949)
- Трудный случай

### Стихотворения
- Партбилет (1934)
- За шахматами (1935)
- Возвращение (1943)

### Радиопостановки
- Мы — беззаветные герои все (1969, исп. М. Б. Погоржельский)

### Некоторые статьи в газетах

#### В «Правде»
- Медицинское обслуживание — под контроль общественности. // «Правда», № 28 (14422), 28 января 1958.
- Стоит дом над Орликом. // «Правда», № 137 (22567), 16 мая 1980.
- С той первой встречи. // «Правда», № 263 (22693), 19 сентября 1980.
- Поклон писателю. // «Правда», № 76 (22872), 17 марта 1981.
- У Вечного огня. // «Правда», № 86 (22882), 27 марта 1981.
- Свидание с парком. // «Правда», № 171 (22967), 20 июня 1981.
- Незабудка с далёкого острова. // «Правда», № 226 (23022), 14 августа 1981.
- «Марсельеза» среди льдов. // «Правда», № 18 (23544), 18 января 1983.
- Города первого салюта. // «Правда», № 217, 5 августа 1983.
- Антоновское яблоко. // «Правда», № 237, 24 августа 1984.

#### В «Орловской правде»
- Пушкин и Мицкевич. // «Орловская правда», 19 октября 1940. [Совм. с Л. Н. Афониным]
- «Орловская битва». // «Орловская правда», 5-7 октября 1943.
- Распределители халтуры. // «Орловская правда», 4 октября 1946.[Совм с Е. Горбовым]
- Разговор по душам. Ещё раз о благоустройстве города. // «Орловская правда», 23 июня 1956. [Совм. с Г. Константиновым]
- Объекты важные и… бумажные. // «Орловская правда», 23 июня 1956.
- Друзья-однополчане. // «Орловская правда», 5 августа 1956. [Совм с Е. Горбовым]
- В Тургеневском музее. // «Орловская правда», 17 августа 1956.
- Вопросы жизни. Первые шаги политехнизации обучения в школах города. // «Орловская правда», 21 августа 1956.
- В гостях у старого учителя. // «Орловская правда», 28 сентября 1956.
- Вот что дают культфонды! // «Орловская правда», 30 октября 1956.
- В Орловском Доме книги. Репортаж. // «Орловская правда», 2 декабря 1956. [Совм с Е. Горбовым]
- В новом здании… Репортаж. // «Орловская правда», 29 декабря 1956. [Совм с Е. Горбовым]
- Встреча с писателем-земляком. // «Орловская правда», 13 января 1961.
- Своими силами. // «Орловская правда», 26 февраля 1961.
- Высокая награда. // «Орловская правда», 2 марта 1961.
- Весёлая коллекция. // «Орловская правда», 18 марта 1961.
- Борис Иванович и его ученики. // «Орловская правда», 24 марта 1961.
- Им принадлежит будущее. // «Орловская правда», 1 мая 1961. [Совм. с В. Кобцевым]
- Это будет сохранено. // «Орловская правда», 6 мая 1961.
- Горнисты идут впереди. (Отрывок из повести). // «Орловская правда», 7 мая 1961.
- Трудовое лето сельской школы. // «Орловская правда», 17 июня 1961. [Совм. с В. Кобцевым]
- Рапортуют юные патриоты. // «Орловская правда», 20 сентября 1961.
- Орловскому научно-медицинскому обществу — 100 лет. // «Орловская правда», 10 декабря 1961. [Совм. с В. Кобцевым]
- Люди и книги. // «Орловская правда», 22 декабря 1961.
- Герой Бородина, друг декабристов. // «Орловская правда», 7 июля 1962.
- Третья книга Блынского. // «Орловская правда», 9 апреля 1963.
- Конец слободы Стрелецкой. // «Орловская правда», 11 сентября 1963.
- Песнь торжествующей любви // «Орловская правда», 6 августа 1965.
- «Солдаты идут за солнцем» // «Орловская правда», 20 марта 1966.
- У литературной карты. // «Орловская правда», 14 октября 1966.
- Первый выпускающий. // «Орловская правда», 25 марта 1967.
- Литературовед — учёный. // «Орловская правда», 13 июля 1969.
- О тех, кто за экраном. // «Орловская правда», 26 июня 1970.
- Поэт родной земли. К 40-летию со дня рождения Д. Блынского. // «Орловская правда», 29 марта 1972.
- Таланты, влюблённые в жизнь. // «Орловская правда», 23 августа 1972.
- Признание в любви. // «Орловская правда», 13 октября 1972.
- Хрустальные ключи. // «Орловская правда», 17 января 1973.
- «Сегодня ждут меня…» // «Орловская правда», 7 апреля 1974.
- Парень из под Кром. // «Орловская правда», июль 1974.
- Творчеству Лескова посвящается. // «Орловская правда», 29 ноября 1974, № 279 (15832).
- Польский учёный об орловце. // «Орловская правда», 19 октября 1975.
- Жизнь Василия Панюшкина. // «Орловская правда», 24 августа 1976.
- Вклад в литературное краеведение. // «Орловская правда», 27 августа 1976, № 203.
- Орловские голоса. // «Орловская правда», 16 октября 1977.
- Погоня. // «Орловская правда», 20 ноября 1977.
- Юбилей музея. // «Орловская правда», 23 ноября 1978, № 268 (17040).
- Сердцу дорого. // «Орловская правда», 25 марта 1979.

#### В других газетах
- Борьба с вражескими заслонами. // газета «Слово бойца» 48 Армии ВС СССР, 1944—1945.
- Нелёгок путь. // «Орловский комсомолец», 18 марта 1961.
- История одной находки. // «Известия», 15 ноября 1961.
- Герой из Орла. // «Известия», 21 августа 1962.
- Леонид Андреев: «Ненужный балласт». Известный русский писатель об абстракционизме. // «Вечерняя Москва», № 19, 23 января 1963.
- Людвиг Ренн пишет в Орёл. // «Орловский комсомолец», 1 июля 1964, № 129.
- Последняя книга. // «Подъём», № 6 1968, с. 102—103.
- Присяга революции. // «Вечерняя Москва», № 77, 1 апреля 1969.

### О А. Н. Яновском и его творчестве
- Громов В. «Последняя ставка». // «Орловский комсомолец», 27 февраля, 1957.
- Канивец В. Повесть о студентах. // «Орловская правда», 11 марта, 1959.
- Чаплыгин Ю. И звезда с звездою говорит… // «Правда», № 107 (14866), 17 апреля 1959.
- Изгородина Е. «Горнисты идут впереди». // «Октябрь», № 7, 1962, с. 219—220.
- Афонин Л. Помнить о них. // «Литература и жизнь», 25 марта 1962. С. 2.
- Алексеев В. «Серебряный портсигар». // «Орловский комсомолец», 1 декабря, 1963.
- Громов В. Мир раздумий и увлечений. // «Орловский комсомолец», 11 ноября, 1964.
- Трегуб С. «…Рассыпались разные гладиолусы…» // Трегуб С. Спутники сердца. — М., 1964. — С. 519—520.
- Горбов Е. Верхом на канистре: размышления о трёх книгах. // «Орловский комсомолец», 28 августа 1966.
- Волков Я. Верность теме. // «Подъём», № 6, 1967, с. 134—135.
- Загоруйко С. Юные патриоты. // «Агитатор», № 6, 1967, С. 62—63.
- Шевелева Г. Анатолий Николаевич Яновский. // Орловская областная писательская организация. (Библиографический справочник). — Орёл, 1968, с. 60—63.
- Селезнев М. «Юность без упрёка». // «Орловская правда», 26 июня, 1971.
- Катанов В. Орловские были. // «Орловская правда», 5 сентября, 1975.
- Козин П. Ода родному краю. // «Орловский комсомолец», 10 октября 1975.
- Громов В. «Среди полей русских». // «Орловская правда», 6 мая 1979.
- Катанов В. Слово о подвиге. // «Орловский комсомолец», 6 июля, 1979.
- Андрияшин Н. Цезарь … в маске недотепы. // «Литературная Россия», 29 февраля 1980.
- Кирилловская Н. М. Яновский Анатолий Николаевич. // Писатели Орловского края. Биобиблиографический словарь. / Под общ. ред. К. Д. Муратовой и Г. М. Шевелевой. — Орёл: Приокское книжное издательство (орловское отделение), 1981.
- Курляндская Г. Костры Бежина луга. // «Орловская правда», 25 сентября 1983.
- Александров Л. Люди с открытым сердцем. // «Орловская правда», 26 апреля 1984.
- Дугинец А. Костры жизни. // «Орловский комсомолец», 11 мая 1984.
- Маслова Е. Сражается слово // «Орловский комсомолец», 19 апреля, 1985.
- Ивков А. Школа мужества. // «Орловская правда», 4 марта 1988.
- Дугинец А. Верность подвигам отцов. // Предисловие к книге А. Н. Яновского «„Марсельеза“ на орловских улицах» — Тула: Приокское книжное издательство, 1989.
- Дугинец А. Верность подвигам отцов. // «Орловская правда», 29 апреля 1989. С. 4.
- Иванов А. В наследство сыновьям. // «Политическая агитация» (Орел). — 1989. — № 13. — С. 25-27.
- Кононыгин А. С., Макушев А. Ф., Миронов И. К. (сост.) Летописцы. Рассказы, воспоминания, письма, исследования орловских журналистов. — Орёл: Издательство «Орловская правда», 1997. — 216 с.
- Громов В. Он жил рядом с нами. // «Поколение», 20 июля, 1999.
- Рыжов И. Яновский (к 80-летию со дня рождения). // «Просторы России», 23 июля 1999. С. 11.
- Мищенко А. Памяти писателя. // «Орловская правда», 27 июля 1999.
- Яновский Анатолий Николаевич. // Бельский А. М. Город Орёл. Краеведческий словарь. — Орёл: Издательство ОГУП «Орловская областная типография „Труд“», 2000. ISBN 5-89436-07507.
- Писатели Орловского края. XX век. Хрестоматия. // Под ред. проф. Е. М. Волкова — Орёл: Вешние воды 2001
- Яновский Анатолий Николаевич. // Писатели-орловцы на войне и о войне: Тематический библиогр. указ. / Сост. И. А. Никашкина. — Орёл: Орловская областная детская библиотека им. М. М. Пришвина, 2002. С. 20-22.
- Никашкина И. Писатели-орловцы на войне и о войне. // «Орловская правда», 15 марта 2003.
- Яновский Анатолий. // «Орловский вестник», 22 июля 2004.
- Савоськина О. Земля хранит о нём память. // «Поколение», 18 января, 2005.
- Андрианова С. Памяти журналиста, поэта, фронтовика. // «Орловская правда», 26 января, 2005.
- Митрохин В. Война, судьба, литература. // «Орловская правда», 22 апреля 2005.
- Срабова Е. В. Творчество писателей-орловцев 40-90-х годов XX века. // Писатели Орловского края. XX век. Методические материалы и рекомендации. — Орёл, 2005.
- Агошков В. И. Кромская исповедь. Писатель, журналист Анатолий Яновский. 2012.
- Яновский Анатолий Николаевич. // Орловская писательская организация за 50 лет. Библиографический справочник. Составитель: Лысенко А. И. — Орёл: изд-во «Вешние воды», 2011.
- Шёл журналист дорогами войны…. // «Орловская правда», 31 июля 2013.
- Кирилловская Н. Яновский и Сидельникова: больше чем любовь. // «Орловский вестник», 9 июля 2015.
- Яновский Анатолий Николаевич // Электронная литературная энциклопедия «Орловские писатели — детям», Орловская детская библиотека им. М. М. Пришвина.
- Козловская Е. А., Яновская Л. А., Яновская М. А. Воспоминания дочерей об Анатолии Яновском. // Яновский А. Н. Последняя ставка; Двойники в пустыне: Повести; На подступах к городу: Рассказы. (Ретро библиотека приключений и научной фантастики. Серия «Коллекция»). — М.: Престиж Бук, 2016. ISBN 978-5-371-00523-6. С. 454—461.
- Золотарёв Л. М. Анатолий Николаевич Яновский. // Судьба-судьбинушка. История моей жизни. Автобиографическое повествование. — Орёл, 2016. ISBN 978-5-91468-209-2. С. 202—223.
- Война, судьба, литература: к 100-летию со дня рождения А. Н. Яновского: биобиблиографическая памятка; [сост. Г. М. Соковых; ред. Е. В. Семенихина, Л. В. Демичева]. — Орел: Центральная городская библиотека им. А. С. Пушкина, 2019. — 12 с.
- Кондратенко А. «Трудный рост» Анатолия Яновского. // Орёл литературный. Ежегодник Орловской областной организации Союза писателей России. Выпуск 15. — Орёл: Орловское региональное отделение общероссийской общественной организации писателей «Литературное сообщество писателей России», 2019. С. 151—162.
- Кондратенко А. Пока из рук не выпало перо. // «Орловская правда», 26 июля 2019 года. С. 6.
- Полынкин А. В Орле отметили 100 лет со дня рождения Анатолия Николаевича Яновского. // «Мастера», 24.09.2019.